# Faites l'amour, pas la guerre

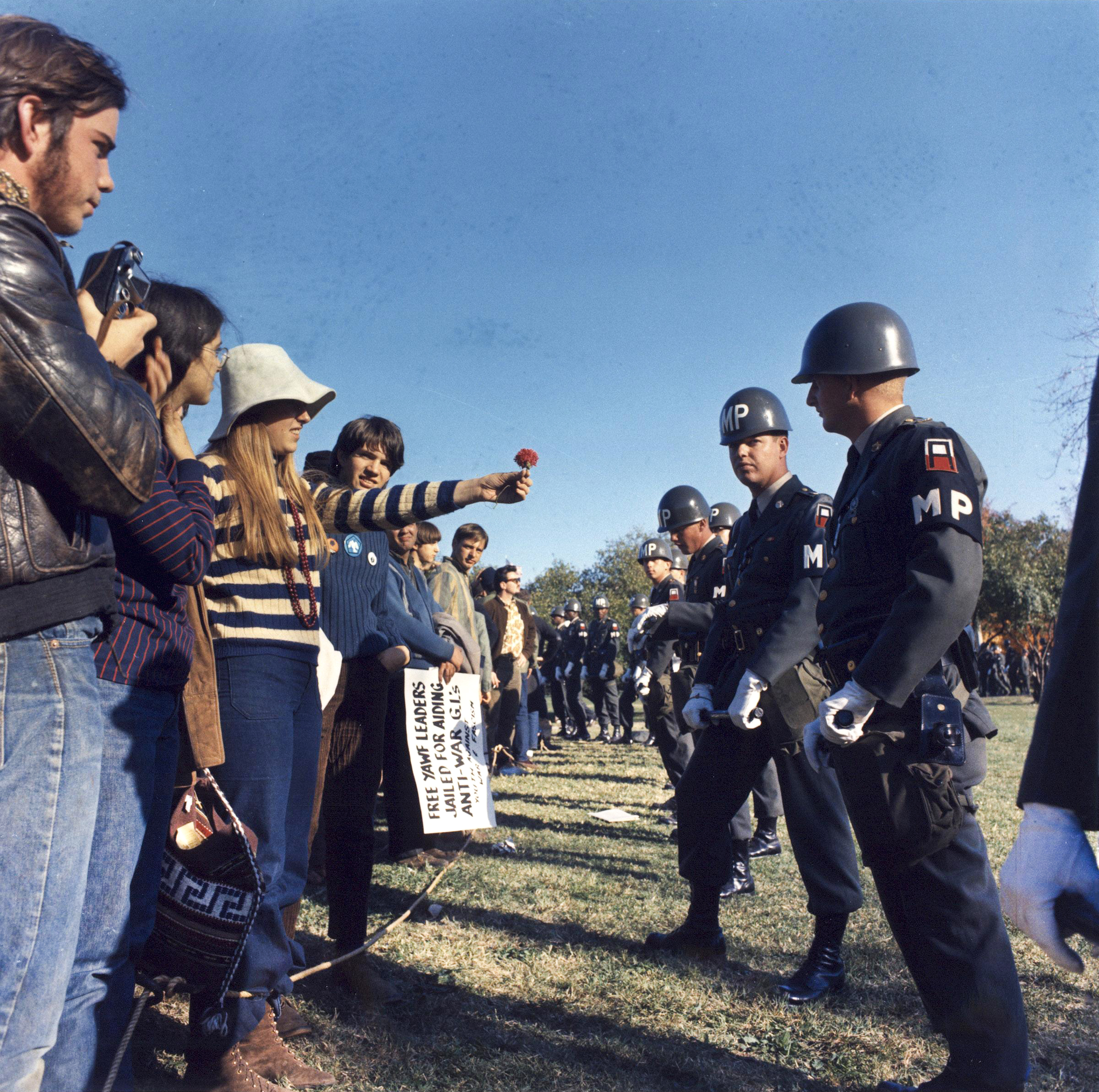
Manifestation pacifique devant le Pentagone en 1967.

Faites l'amour, pas la guerre est à l'origine un slogan antiguerre issu de la contre-culture des années 1960 aux États-Unis (Make Love, Not War). Utilisé principalement par les opposants à la guerre du Viêt Nam, il a été repris pour d'autres guerres par la suite. 
Gershon Legman prétend en avoir été l'inventeur lors d'une conférence à l'Université d'Ohio en 1963. Penelope et Franklin Rosemont l'ont fait connaître en imprimant des milliers de badges distribués lors de la marche pour la paix à la fête des mères de 1965. Ils furent les premiers à l'imprimer. 
Le slogan réapparaît dans la culture populaire fréquemment par la suite, comme dans la chanson de John Lennon Mind Games en 1973, ou encore celle de Bob Marley Trouble no more, la même année (Make love and not war cause we don't need no trouble), et en France par Francis Lalanne avec son titre Fais-moi l'amour, pas la guerre ainsi que Raymond Devos avec son sketch du même nom.
Le slogan, qui à l'origine mettait l'accent sur « pas la guerre », a été fréquemment utilisé par la suite pour insister sur « Faites l'amour », en particulier dans les discours sur la révolution sexuelle.
L'expression a parfois été détournée, comme dans Faites l'amour, pas la guerre... ou bien faites les deux : mariez-vous !.
Voltaire écrivait déjà, à propos de Descartes : "Il essaya quelque temps du métier de la guerre, et depuis, étant devenu tout à fait philosophe, il ne crut pas indigne de lui de faire l’amour." De sorte que l'on peut dire : Comme Descartes, faites l'amour, pas la guerre.